# Амерички бизон
Амерички бизон (лат. Bison bison) је крупна врста говеда (Bovidae) из Северне Америке, такође познат као једноставно бизон, америчка је врста бизона која је некада лутала Северном Америком у огромним стадима. Његов историјски опсег, до 9000. године пре нове ере, описан је као велики бизонски појас, предео богатих травњака који се протезао од Аљаске до Мексичког залива, источно до обале Атлантика (скоро до Атлантског приобаља у неким областима) све до севера Њујорка и јужно до Џорџије и, према неким изворима, јужније до Флориде, са виђењима у Северној Каролини у близини Бафало Форда на реци Катоби чак 1750. године.
Скоро је изумро комбинацијом комерцијалног лова и покоља у 19. веку и уносом говеђих болести од домаћег говеда. Са популацијом од преко 60 милиона у касном 18. веку, до 1889. године врста је сведена на само 541 животињу. Напори за опоравак узели су маха средином 20. века, са поновним успоном до отприлике 31.000 дивљих бизона данас, углавном ограничених у неколико националних паркова и резервата. Захваљујући вишеструким поновним увођењима, ова врста сада слободно лута у дивљини у неким регионима Сједињених Држава, Канаде и Мексика, а такође је уведена у Јакутију у Русији.
Шумски бизон је једна од највећих дивљих врста постојећих бовида на свету, коју надмашује само азијски гаур. Међу постојећим копненим животињама у Северној Америци, бизон је најтежи и најдужи, а други по висини након лоса.
Током периода од више миленијума, индијанска племена су развила културне и духовне везе са америчким бизонима. То је национални симбол Сједињених Америчких Држава.

## Подврсте
Описане су две подврсте или екотипа: преријски бизон (B. b. bison), мање величине и са заобљенијом грбом, и шумски бизон (B. b. athabascae) - већи од две подврсте и са вишом квадратном грбом. Осим тога, предложено је да се преријски бизон састоји од подврсте северних прерија (B. b. montanae) и јужних прерија (B. b. bison), што укупно чини три подврсте. Међутим, ово није опште прихваћено.

## Распрострањење
Ареал америчког бизона покрива мањи број држава – врста је присутна у Сједињеним Америчким Државама и Канади, док је изумрла у Мексику.

## Станиште
Станишта врсте су травна вегетација, екосистеми ниских трава и шумски екосистеми. 

## Угроженост
Ова врста је на нижем степену опасности од изумирања, и сматра се скоро угроженим таксоном.